# 北海道ゆかりの本大賞
北海道ゆかりの本大賞（ほっかいどうゆかりのほんたいしょう）は、北海道書店大商談会が主催する文学賞。物語の舞台、本の内容が北海道にまつわるもの、あるいは著者が北海道出身など、北海道にゆかりのある本が対象。北海道の書店員たちの投票で決定される。いわゆる「ご当地本屋大賞」の一つ。対象は小説に限らず、ノンフィクションや画集が候補に挙がったこともある。第3回より「北海道ゆかりの絵本大賞」も併設された。

## 受賞者一覧

### 第1回（2016年度）
- 大賞　桜木紫乃『蛇行する月』（双葉社）

### 第2回（2017年度）
- 【文芸書部門】
  - 大賞　増田俊也『北海タイムス物語』（新潮社）
- 【コミック部門】
  - 大賞　野田サトル『ゴールデンカムイ』（集英社）

### 第3回（2018年度）
- 本大賞　河治和香『がいなもん　松浦武四郎一代』（小学館）
- 絵本大賞　あべ弘士『クマと少年』（ブロンズ新社）

### 第4回（2019年度）
- 本大賞　朝倉かすみ『平場の月』（光文社）